# Trifurcula cytisanthi
Trifurcula cytisanthi là một loài bướm đêm thuộc họ Nepticulidae. Nó được miêu tả bởi A. và Z. Laštuvka năm 2005. Nó được tìm thấy ở Verona, Ý. Ấu trùng ăn Genista radiata.